# Катастрофа Ту-104 в Свердловске
Катастрофа Ту-104 в Свердловске — авиационная катастрофа, произошедшая в четверг 16 марта 1961 года. Авиалайнер Ту-104Б авиакомпании «Аэрофлот» выполнял внутренний рейс SU-068 по маршруту Хабаровск—Новосибирск—Свердловск—Ленинград, но через 2 минуты после вылета из Свердловска из-за отказа двигателя № 2 (правого) рухнул на Нижне-Исетский пруд, при этом разрушив на земле два дома. В катастрофе погибли 7 человек — 5 человек на борту самолёта из 51 (41 пассажир и 10 членов экипажа) и 2 человека на земле.

## Самолёт
Ту-104Б (регистрационный номер СССР-42438, заводской 920805, серийный 08-05) был выпущен Казанским авиационным заводом 24 июля 1959 года с вместимостью салона на 100 пассажиров. 4 августа был передан Главному управлению гражданского воздушного флота, которое направило его в Толмачёвский авиаотряд Западно-Сибирского территориального управления ГВФ авиакомпании «Аэрофлот». Оснащён двумя турбореактивными двигателями АМ-3М-500 ОКБ Микулина. На день катастрофы совершил 789 циклов «взлёт-посадка» и налетал 1600 часов.

## Экипаж
В Новосибирске у рейса 068 сменился экипаж. Состав нового экипажа рейса SU-068 (из 204-го лётного авиаотряда) был таким:
- Командир воздушного судна (КВС) — Владимир Дмитриевич Коротков.
- КВС-стажёр — Сергей Васильевич Шатунов.
- Второй пилот — Борис Дмитриевич Кулешов.
- Штурман — Юрий Андреевич Галкин.
- Флаг-штурман управления — Василий Алексеевич Гущин.
- Бортмеханик — Василий Владимирович Смирнов.
- Бортрадист — Анатолий Митрофанович Карпенев.

В салоне самолёта работали три бортпроводника под руководством старшей стюардессы В. С. Гамовой.

## Катастрофа
Ту-104Б борт СССР-42438 выполнял рейс SU-068 из Хабаровска в Ленинград с промежуточными посадками в Новосибирске и Свердловске. На промежуточной остановке в Новосибирске самолёт принял новый лётный экипаж во главе с командиром Коротковым. Перелёт рейса 068 из Новосибирска в Свердловск прошёл без происшествий.
После непродолжительной стоянки рейс 068 вылетел из свердловского аэропорта Кольцово в 13:08 по магнитному курсу 270°, на его борту находился 41 пассажир. Фактическая погода в момент вылета: 8-10 баллов кучево-дождевой облачности с нижней границей 1000 метров, видимость 20 километров.
В момент набора высоты (на высоте 130—150 метров), когда экипаж перевёл двигатели со взлётного режима на номинальный, произошёл отказ двигателя № 2 (правого). Отказ сопровождался сильной вибрацией фюзеляжа, в результате пилоты не могли по приборам или на слух определить, какой именно двигатель отказал, так как приборная панель также сильно вибрировала. КВС-стажёр решил определить отказавший двигатель путём поочерёдного перевода РУДов каждого двигателя в положение малого газа и по изменению шума определить отказавший двигатель. Первым он начал двигать РУД двигателя № 1 (левого) и случайно перевёл его в команду «ВЫКЛЮЧЕНО», тем самым отключив двигатель. Потеряв тягу, лайнер начал быстрое снижение, у экипажа в этот момент не было ни запаса времени, ни высоты для повторного запуска двигателя № 1. Пилоты приняли решение осуществить вынужденную посадку на покрытый льдом Нижне-Исетский пруд, который располагался правее по курсу в 9100—9200 метрах от аэропорта Кольцово.
Экипаж сделал правый разворот на 90° со снижением. Летящий по направлению на север рейс SU-068 пролетел под натянутыми над прудом проводами ЛЭП (в итоге оборвав их вертикальным хвостовым стабилизатором) и через несколько десятков метров на высокой скорости с убранными закрылками и шасси приземлился на лёд Нижне-Исетского пруда. Первое касание было плоскостью левого крыла, после самолёт проскользил на днище по льду ещё 870 метров, иногда пересекая полыньи, и вылетел на берег, где врезался в группу деревьев и продолжил движение дальше. Затем правое крыло оторвалось от фюзеляжа и осталось в первом этаже частично разрушенного здания дома отдыха, а левое крыло одновременно разрушило деревенский дом. Продолжив движение вглубь берега, самолёт врезался в другую группу деревьев и окончательно остановился в 350 метрах от берега.
От столкновения со второй группой деревьев лайнер разорвало на три части, при этом носовая часть с кабиной пилотов развернулась на 180° и опрокинулась «на брюхо». Пожара на месте катастрофы не возникло. Из находившихся на борту самолёта 51 человека погибли 5 — 2 члена экипажа (КВС и КВС-стажёр) и 3 пассажира, ранения различной степени тяжести получил 31 человек — 7 членов экипажа (кроме бортрадиста) и 24 пассажира. Погибли также 2 отдыхающих в доме отдыха. Таким образом, всего в катастрофе погибли 7 человек. Одним из погибших пассажиров рейса 068 была Анна Беневоленская

## Расследование
Основной причиной катастрофы явился отказ двигателя № 2 (правого) из-за обрыва лопатки № 54 второй ступени турбины. Обрыв произошёл из-за наличия усталостной трещины по первому пазу замка лопатки, обусловленной недостаточной конструктивной прочностью лопаток с геометрией замка второй серии.
Сопутствующая причина — ошибочное отключение КВС-стажёром двигателя № 1 (левого). Представители ОКБ Туполева и завода-изготовителя деталей в особом мнении настаивали, что в данной ситуации отказ двигателя был сопутствующей причиной, а ошибочное отключение исправного двигателя — основной, так как (по их мнению) Ту-104 с одним неработающим двигателем мог продолжить полёт и совершить посадку в аэропорту назначения.